# Błędnica trzaska
Błędnica trzaska, kapturnica trzaska, rolnica trzaska (Xylena exsoleta) – gatunek motyla z rodziny sówkowatych. Szeroko rozpowszechniony w Palearktyce. Gąsienice są polifagicznymi fitofagami.

## Taksonomia
Gatunek ten opisany został po raz pierwszy w 1758 roku przez Karola Linneusza pod nazwą Phalaena (Noctua) exsoleta. Jako miejsce typowe wskazał on Europę. W 1816 roku Ferdinand Ochsenheimer sklasyfikował go jako gatunek typowy rodzaju Xylena. W obrębie gatunku wyróżnia się trzy podgatunki:
- Xylena exsoleta exsoleta (Linnaeus, 1758)
- Xylena exsoleta canaria Pinker, 1969
- Xylena exsoleta maltensis Fibiger, Sammut, Seguna et Catania, 2006

## Morfologia
Motyl ten osiąga od 55 do 68 mm rozpiętości skrzydeł. Ciało jego ma niewielką głowę o dobrze wykształconej ssawce i wąskim, porośniętym przylegającymi, włosowatymi łuskami czole. Na szerokim i z wierzchu wysklepionym tułowiu występują łuski włosowate i łopatowate. Skrzydło przednie jest wąskie, długie, o długości od 26 do 30 mm. Tło skrzydła jest brunatnoszare z nie ciemniejszym od reszty brzegiem tylnym. Na jego wzór składają się: wyraźna, podwójnie czarno obrzeżona plamka okrągła, również podwójnie i czarno obrzeżona plamka nerkowata, słabo zaznaczone przepaski wewnętrzna i zewnętrzna oraz czarna kreska wybiegająca z przepaski falistej i nie osiągająca plamki. Skrzydło tylne jest zaokrąglone i ubarwione jednolicie brunatno. Spłaszczony odwłok ma kilka kępek łusek na wierzchniej stronie.
Młoda gąsienica jest zielona z parą czarnych pasków przygrzbietowych z niewielkimi przerwami między segmentami oraz parą jasnych pasków bocznych. Ubarwienie starszej gąsienicy jest zielone. Każdym bokiem ciała biegną dwa paski, górny żółty i dolny żółty do białego. Na każdym segmencie występuje nad paskiem górnym czarna plamka z białymi źrenicami, a nad dolnym paskiem plamka pomarańczowa, której towarzyszą białe, czarno obwiedzione źrenice.

## Ekologia i występowanie

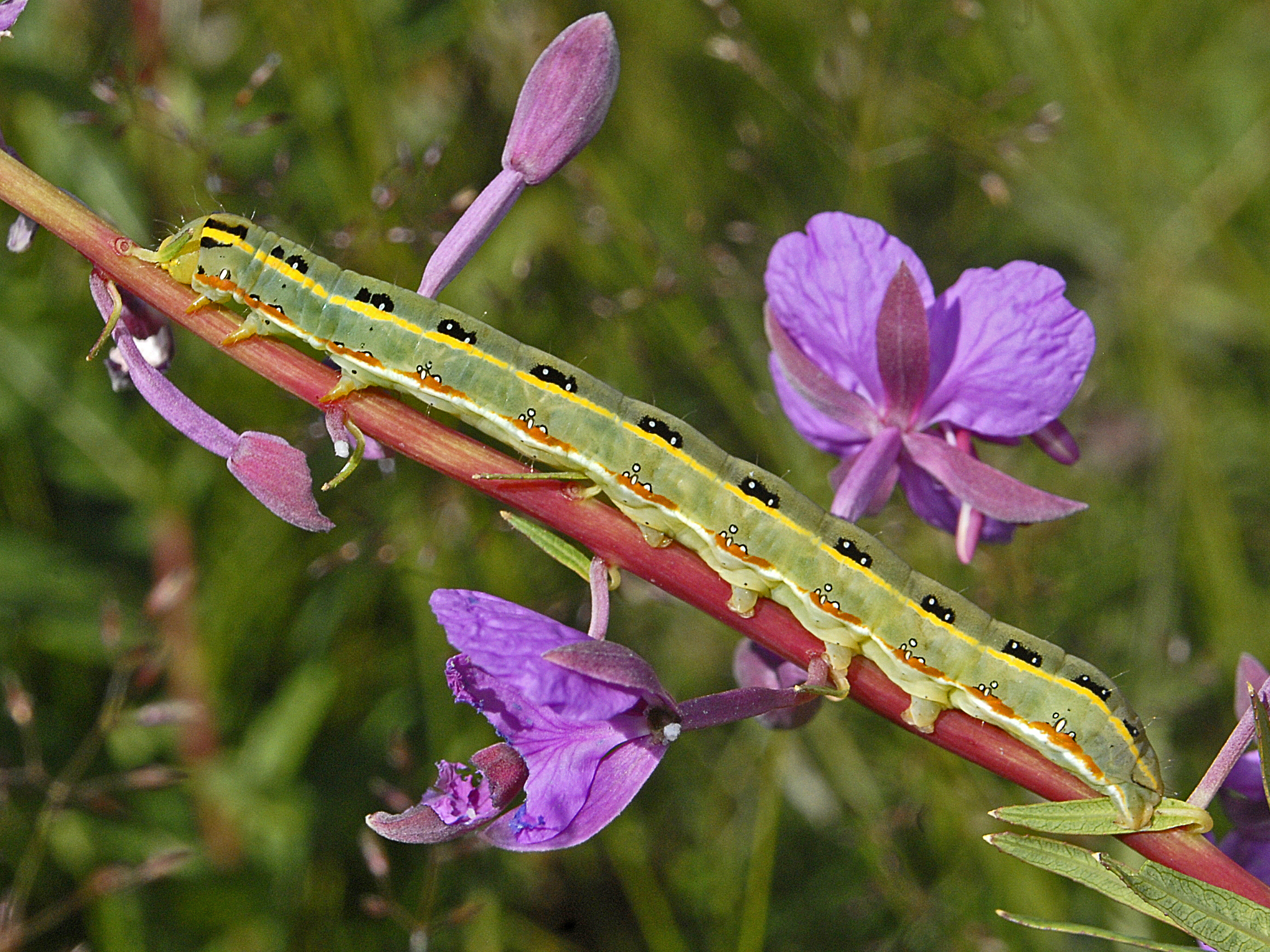
Gąsienica

Owad ten zasiedla suche i widne lasy liściaste i ich skraje, zarośla liściaste, zręby, sady, łąki, ugory, pola uprawne, wrzosowiska, torfowiska, parki i ogrody. Owady dorosłe pojawiają się we wrześniu. Żerują na nektarze oraz przejrzałych owocach bluszczu pospolitego. Zimują w glebie, upodabniając się po złożeniu skrzydeł do kawałka drewna. Budzą się wczesną wiosną. Dożywają do końca maja. Żerowanie gąsienic odbywa się od maja do lipca. Są polifagicznymi fitofagami. Wśród ich roślin żywicielskich wymienia się  borówkę czarną, cebulę zwyczajną, dęby, floksy, groszek żółty, jastrun właściwy, knieć błotną, komosy, koniczyny, kosaćca żółtego, krwawniki, lepiężniki, lipy, lucerny, maki, malinę właściwą, mlecze, mniszki, orliki, przytulie, rojniki, sałaty, szczawie, szpinak warzywny, trybulę leśną, wieczornik damski, wierzby, wierzbówkę kiprzycę, wilczomlecze, żabieńca babkę wodną. Przepoczwarczenie następuje w kokonie zbudowanym pomiędzy liśćmi na powierzchni gleby.
Gatunek szeroko rozpowszechniony w Palearktyce. Występuje od Wysp Kanaryjskich przez wszystkie kraje Europy i Afrykę Północną po Syberię, Chiny i Japonię.